# 존 개런드

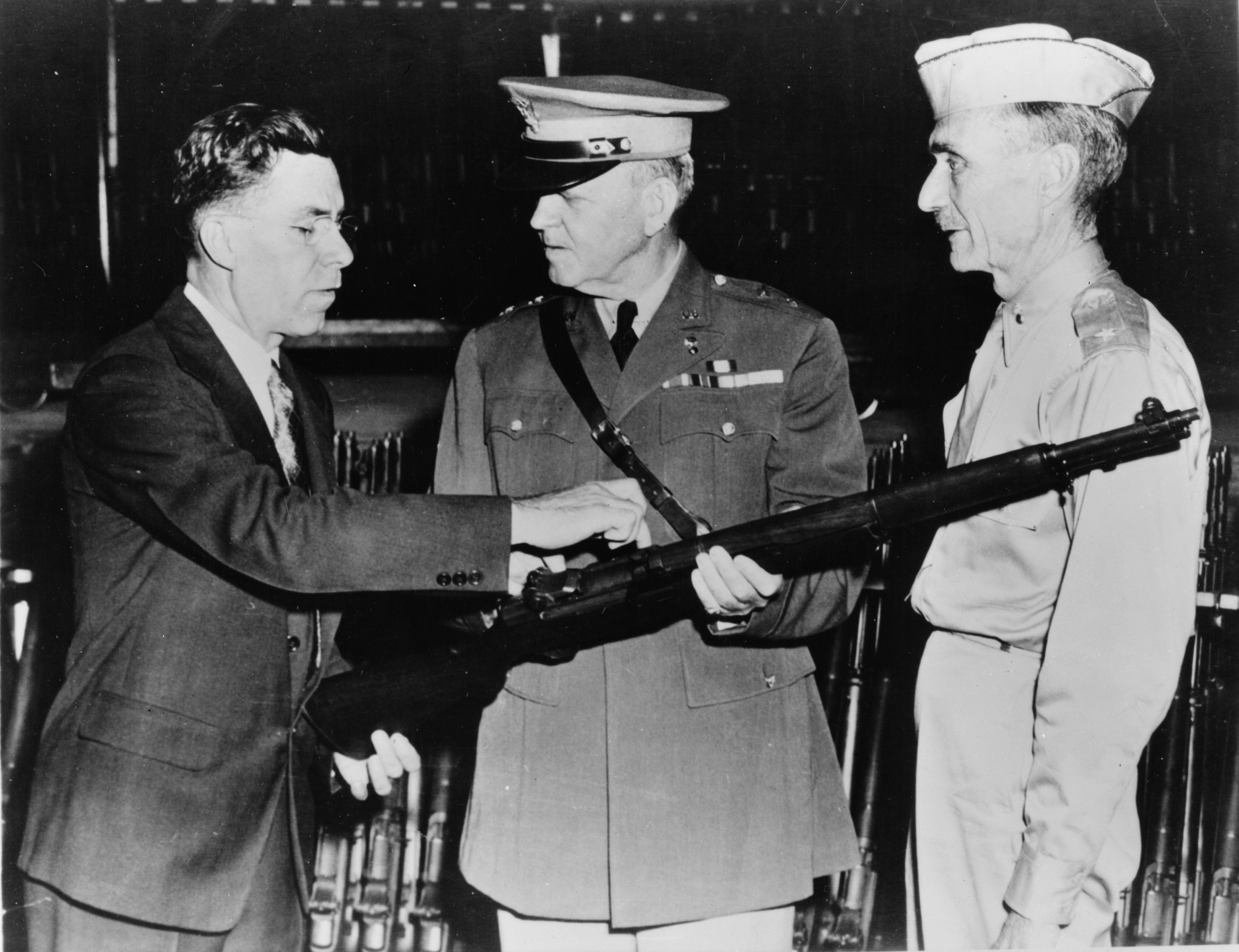

존 개런드(1888년 1월 1일 ~ 1974년 2월 16일)는 미국의 대표적인 총기 개발자이다. 세계 최초로, 그가 개발한 반자동 소총을 군대에서 제식무기로 사용토록 한 것이 매우 유명하다. 한국전쟁에서도 M1 개런드 소총이 사용되었다.
M-16 소총을 개발한 유진 스토너, 존 브라우닝(John Browning), 존 개런드(John Garand)는 20세기 최고의 미국인 총기 제작자로 평가받고 있다.
개런드는 캐나다 퀘벡주에서 프랑스계 캐나다인 가정에서 태어나 미국 코네티컷주로 이사와 어린 시절을 보냈다.